# Zeuzeropecten altitudinis
Zeuzeropecten altitudinis is een vlinder uit de familie houtboorders (Cossidae). De wetenschappelijke naam van deze soort werd, als Duomitus altitudinis, voor het eerst geldig gepubliceerd in 1958 door Viette.
De soort komt voor in het Afrotropisch gebied.